# Palbociclib
Palbociclib este un agent chimioterapic utilizat în tratamentul cancerului mamar HR-pozitiv și HER2-negativ. Inhibă selectiv și reversibil kinazele ciclin-dependente (KCD) de tipul 4 și 6. Calea de administrare disponibilă este cea orală.